# Chapter Two
Chapter Two — второй студийный альбом американской певицы Роберты Флэк, выпущенный в 1970 году на лейбле Atlantic Records. Продюсером альбома вновь стал Джоэл Дорн.
В поддержку альбом было выпущено два сингла: «Reverend Lee» и «Do What You Gotta Do». Лонгплей занял 33-е место в чарте Billboard Top LPs и 4-е место в чарте Top Soul Albums. В США альбом также имеет  золотую сертификацию.

## Список композиций
| №  | Название               | Автор(ы)                                | Длительность |
| -- | ---------------------- | --------------------------------------- | ------------ |
| 1. | «Reverend Lee»         | Джин Макдэниелс                         | 4:31         |
| 2. | «Do What You Gotta Do» | Джимми Уэбб                             | 4:09         |
| 3. | «Just Like a Woman»    | Боб Дилан                               | 6:14         |
| 4. | «Let It Be Me»         | Жильбер Беко, Манн Кертис, Пьер Деланоэ | 5:00         |

| №  | Название                        | Автор(ы)                                    | Длительность |
| -- | ------------------------------- | ------------------------------------------- | ------------ |
| 1. | «Gone Away»                     | Донни Хатауэй, Лерой Хастон, Кёртис Мейфилд | 5:16         |
| 2. | «Until It’s Time for You to Go» | Баффи Сент-Мари                             | 4:57         |
| 3. | «The Impossible Dream»          | Джо Дарион, Митч Ли                         | 4:42         |
| 4. | «Business Goes on as Usual»     | Фред Хеллерман, Фрэн Минкофф                | 3:30         |

## Позиции в хит-парадах
| Хит-парад (1970)                       | Высшая позиция |
| -------------------------------------- | -------------- |
| Австралия (Kent Music Report)          | 29             |
| Канада (RPM Top Albums/CDs)            | 49             |
| США (Billboard 200)                    | 33             |
| США (Billboard Top R&B/Hip-Hop Albums) | 4              |
| США (Billboard Top Jazz Albums)        | 2              |

## Сертификации и продажи
| Регион | Сертификация | Продажи  |
| --- | ------------ | -------- |
| США (RIAA) | Золотой      | 500 000^ |
| * Данные о продажах приведены только на основе сертификации. ^ Данные о тиражах приведены только на основе сертификации. |              |          |